# Sasha Zhoya
Sasha Zhoya (25 de junio de 2002) es un deportista de Francia que compite en atletismo. Ganó una medalla de oro en el Campeonato Mundial de Atletismo Sub-20 de 2021, en la prueba de 110 m vallas.